# Der Murrkopf
Der Murrkopf (Originaltitel: De Kribbebijter) ist eine niederländische Filmkomödie von Henry Koster aus dem Jahr 1935. Sie basiert auf dem Theaterstück Willis Frau von Max Reimann und Otto Schwartz.

## Handlung
In einem holländischen Palast lebt Baron van Hegershuizen, ein cholerischer Mann, der einen Wutanfall nach dem anderen hat. Wegen seines hitzigen Charakters gaben ihm die Palastbewohner den Spitznamen Kribbebijter („Murrkopf“). Unter den Bewohnern ist seine Tochter Mary, die in Hans van Maren verliebt ist, einen nervösen jungen Mann, den ihr Vater verachtet. Mary gerät in einen Streit mit Van Maren, als dieser es nicht wagt, vor ihrem Vater für sich einzustehen. Der Sohn des Barons Willy wohnt nicht im Palast, da der Baron ihn wegen der Heirat mit Loes, einem bürgerlichen Mädchen, das als Schreibkraft arbeitet, verleugnet und enterbt. Willy sucht einen Job, um zu beweisen, dass er ohne die Hilfe seines Vaters auskommt.
Mary beschließt, sich aus dem Palast zu schleichen und Willy an seinem Hochzeitstag einen Besuch abzustatten. Endlich lernt sie Loes kennen, die ihren Job als Schreibkraft aufgegeben hat, um Hausfrau zu werden. Obwohl sie sich gerade erst kennengelernt haben, sorgt Loes dafür, dass Mary sich mit Van Maren versöhnt. Am selben Tag verloben sich Mary und Van Maren.
Als der Baron erfährt, dass sein Sohn einen Job in einem Büro hat, wird er wütend und lässt ihn sofort entlassen. Als Loes davon erfährt, weigert sie sich zu schweigen und beschließt, den Palast zu besuchen und mit ihrem Schwiegervater zu sprechen. Der Baron jedoch, der seine Schwiegertochter nie gesehen hat, hält sie für die neue Haushälterin. Bevor sie erklären kann, wer sie eigentlich ist, springt der gutherzige Onkel Moekie ein und bestätigt, dass sie tatsächlich den Haushalt im Palast führen wird, und stellt sie als „Louise Hildebrand“ vor. Loes beschließt, an der Verschwörung teilzunehmen und das Herz ihres Schwiegervaters zu gewinnen. Langsam aber sicher wird der Baron mit seiner neuen Haushälterin verbunden.
Willy wundert sich derweil, warum seine Frau so lange weg war, und kehrt zum ersten Mal seit Jahren wieder in den Palast zurück. Zuerst ist der Baron wütend, doch als Moekie ihm vorgibt, Willy sei von seiner Frau verlassen worden, schlägt seine Wut schnell in Freude um. Der Baron versöhnt sich mit seinem Sohn und kündigt an, die Scheidung beizulegen. Er will auch seine Tochter mit einem ungeraden Mr. verheiraten. Schimmelmann. Er lädt ihn ein, zu fragen, was er davon hält, aber Schimmelman nimmt die Worte des Barons anders und denkt, er möchte ihm die Küchenmagd Katrien anbieten.
Nicht viel später trifft die wahre Haushälterin ein und zwingt Loes, ihre wahre Identität preiszugeben. Der Baron ist nicht wütend, aber glücklich zu erfahren, dass seine geliebte Haushälterin wirklich Willys Frau ist. Er ist weniger erfreut von Marys Verlobung mit Van Maren zu erfahren, aber erkennt, dass er sie gehen lassen muss.

## Produktion
Der Film wurde von Hermann Kosterlitz inszeniert, der ein Jahr nach Abschluss von De Kribbebijter in die Vereinigten Staaten zog. Dort nahm er den Namen ‚Henry Koster‘ an und hatte seinen ersten Hollywood-Erfolg als Regisseur von Deanna Durbins Debüt Drei süße Mädels. Die Bühnenschauspielerin Mary Dresselhuys sprach für die Rolle der Loes vor, aber Kosterlitz entschied, dass sie nicht das Aussehen dafür hatte. Stattdessen bot er ihr den deutlich kleineren Teil von Mary an. Bühnenschauspielerin und angehender Filmstar Lily Bouwmeester sprach auch für die Rolle von Loes vor, aber wurde abgelehnt. Danach ging die Rolle an die damals noch unbekannte Dolly Mollinger, die als Sekretärin arbeitete und keinerlei schauspielerische Erfahrung hatte. Die Dreharbeiten begannen im April 1935 in den Cinetone Studios und dauerten nur dreizehn Tage. Außenaufnahmen wurden im Landgoed Duin en Kruidberg in Velsen gedreht.

## Kritik
Der Film wurde ein großer Erfolg und wurde sowohl von der Presse als auch vom Publikum geschätzt. De Kribbebijter lief sieben Jahre lang ununterbrochen bis Dezember 1942 in den Kinos im ganzen Land. Der Film wurde im Amsterdamer Cinema Royal mit Auftritten von Louis Davids als Support Act gezeigt.
Während die britische Öffentlichkeit begeistert war (der Manchester Guardian schrieb über eine große Anzahl von „Szenen, die Gelächter verursachen“), waren die Kritiken gemischt. Graham Greene von The Spectator gab eine relativ negative Bewertung ab. Obwohl er angab einige Szenen lustig zu finden, stand er der Regie, insbesondere der technischen Seite, kritisch gegenüber. Auch Arthur Vesselo von Sight & Sound hielt die Regie für mittelmäßig, vor allem aufgrund von Konstruktionsfehlern und Szenenübergängen, aber schrieb, dass dies durch die starke Schauspielerei kompensiert wurde: „Der Hauptfaktor auf der anderen Seite ist die Schauspielerei von einer Besetzung von geübten Bühnenspielern, die oft witzig ist.“

## DVD-Veröffentlichung
- De Kribbebijter, TDM Entertainment, 2007.